# 長橋 (小樽市)
長橋（ながはし）は北海道小樽市の地名。1丁目から5丁目まである。
「ながばし」と誤って発音されることが多いが、「ながはし」が正しい。

## 地理
小樽市街地西側に位置する。
東は色内、石山町、清水町、西はオタモイ、塩谷、南は旭町、緑、富岡、北は幸と接する。

### 河川
- 色内川

## 歴史
1915年小樽区の町名改正に伴い、手宮裏町より長橋町、砂留町、坂本町、松山町が分立。後に、砂留町、坂本町、松山町が編入されるとともに周辺部との境界変更があり、現在の区域となる。

## 交通

### 鉄道
- 北海道旅客鉄道（JR北海道）函館本線

地区内には駅は無く、住民はバスなどで小樽駅まで行くのが一般的。

### 路線バス
- 北海道中央バス（おたもい営業所、余市営業所参照）
- ニセコバス

### 道路
- 国道5号
  - 長橋バイパス

## 施設

### 官公庁
- 小樽警察署長橋交番
- 小樽市消防本部小樽市消防署長橋出張所
- 北海道開発局小樽開発建設部小樽道路事務所

### 金融機関・郵便局
金融機関
- 北海道信用金庫長橋支店

郵便局
- 小樽長橋郵便局
- 小樽長橋四郵便局

### 医療機関
- 医療法人北仁会石橋病院
- 社会福祉法人恩賜財団済生会支部北海道済生会西小樽病院
- 小樽市立脳・循環器・こころの医療センター

### 教育機関
高等学校
- 北海道小樽桜陽高等学校

中学校
- 小樽市立長橋中学校

小学校
- 小樽市立長橋小学校

### レジャー
- 小樽バーディカントリークラブ